# Agua de Tierra
Agua de Tierra är en ort i Mexiko.   Den ligger i kommunen San Felipe Jalapa de Díaz och delstaten Oaxaca, i den sydöstra delen av landet, 300 km sydost om huvudstaden Mexico City. Agua de Tierra ligger 114 meter över havet och antalet invånare är 989.
Terrängen runt Agua de Tierra är varierad, och sluttar österut. Runt Agua de Tierra är det ganska glesbefolkat, med 39 invånare per kvadratkilometer. Närmaste större samhälle är San Felipe Jalapa de Díaz, 3,5 km sydväst om Agua de Tierra. Omgivningarna runt Agua de Tierra är en mosaik av jordbruksmark och naturlig växtlighet.